# 近藤牧場 (札幌市)

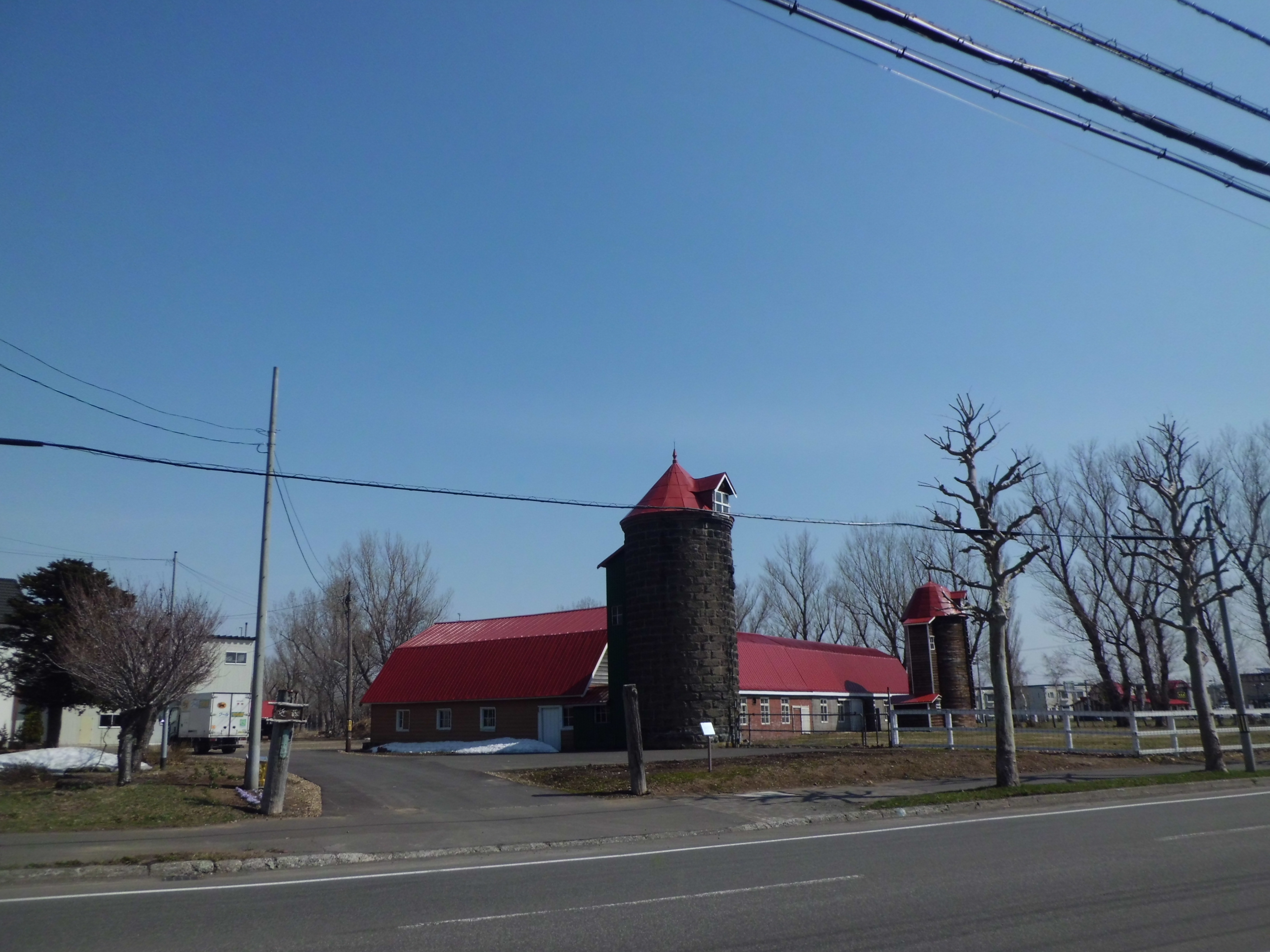
近藤牧場

近藤牧場（こんどうぼくじょう）は、北海道札幌市北区新川694-1に位置する酪農牧場。1915年（大正4年）創業。
札幌市街地に残る数少ない牧場のひとつで、同様に稀少となった木製サイロ（1925年建築）がある。
また場内にはもう1基、札幌軟石製のサイロが建っている。異なるつくりのサイロが近くに並んで使われているのは珍しい。牧草地は拡大する市街地に囲まれており、牧場の近隣に高層住宅や大型ショッピングセンターが建ち並ぶという景観を生んでいる。
1998年の資料によると、牧草が牧場経営の中心となっている。乳牛も3頭ほど飼われているが、これは近所の小学生が見学に来たときに備えてのことである。
さっぽろ・ふるさと文化百選のNo.028、ならびに北区歴史と文化の八十八選のうち、「2.水辺と開墾の道〈北・新川・新琴似・麻生コース〉」に属する「30.近藤牧場」として選定されている。